# Mónica Silvana González
Pour les articles homonymes, voir González.
Mónica Silvana González González, née le 12 février 1976 à Buenos Aires, est une femme politique espagnole.

## Biographie
Membre du Parti socialiste ouvrier espagnol, elle est conseillère municipale d'Alcalá de Henares de 2007 à 2015, siège à l'Assemblée de Madrid de 2015 à 2019 puis au Parlement européen de 2019 à 2024. 